# Zeittafel zur Französischen Revolution
Dieser Artikel gibt einen Überblick über die wichtigsten Ereignisse der Französischen Revolution (1789 bis 1799).

## Zusammenfassung
Um die Schulden des Staates zu verringern, berief König Ludwig XVI. (zum ersten Mal seit 1614) am 8. August 1788 die Generalstände zum 1. Mai 1789 ein; vier Tage später traten sie erstmals zusammen. Weil der dritte Stand Wahlmitspracherecht und weniger Steuern forderte und der erste und zweite Stand nicht auf ihre Privilegien verzichten wollten, begann am 17. Juni die Revolution. Im August 1789 wurde die Erklärung der Menschen- und Bürgerrechte formuliert. Die Nationalversammlung entwarf 1791 eine Verfassung, die Frankreich in eine konstitutionelle Monarchie umwandelte. Es gab wirtschaftliche Not im Inneren und Einmischung von außen; die Unruhen nahmen zu. König Ludwig XVI. wurde im Januar 1793 hingerichtet; Königin Marie-Antoinette im Oktober 1793.
Verschiedene gesellschaftliche Gruppen beeinflussten mit wechselndem Erfolg das politische Leben dieser Zeit in Frankreich.
Diese Liste gibt in etwa die Abfolge dar, in denen die Gruppen am bedeutsamsten waren:
- Die Orléanisten, die in Gegnerschaft zu Ludwig XVI. standen und stattdessen seinen Cousin förderten.
- Die Monarchisten und die Feuillants, die für ein konstitutionelles Königtum eintraten.
- Die Girondisten, Vertreter der Gebildeten des Dritten Standes, waren besonders in den ersten Jahren der Revolution politisch einflussreich.
- Die Jakobiner, benannt nach ihrem Versammlungsort, dem Jakobinerkloster Paris, und Vertreter der Sansculotten übernahmen 1793 die politische Macht. Mit den noch weiter links stehenden Cordeliers bildeten sie die sogenannte Bergpartei. Der Nationalkonvent als neu gewählte Volksvertretung erließ Gesetze, die vor allem das arme Volk stärken sollten. Die Gewaltenteilung in Legislative, Exekutive und Judikative wurde abgeschafft. Ein Gremium namens Comité de salut public („Wohlfahrtsausschuss“) übernahm die alleinige Gewalt. Dies artete unter Maximilien de Robespierre zu einer Schreckensherrschaft aus; während dieser wurden etwa 40.000 Menschen hingerichtet.[1]
- Die Thermidorianer. Eine eigentlich uneinheitliche Gruppierung, die sich über das gemeinsame Interesse des Sturzes Robespierres definiert.

Außer diesen mitgliederstarken Gruppen gab es aber kleinere und kleinste politische Einflussgruppen, so beispielsweise den Salmklub, die Frauenvereine und eine Vielzahl politischer Zeitungsredakteure wie zum Beispiel Marat mit seinem Ami du Peuple oder Hébert mit seinem Pere Duchesne. Die Frauenvereine konnten nur die ersten vier Jahre am politischen Leben teilhaben und ihre Forderungen nach politischer Macht und Gleichstellung der Geschlechter aufstellen. Mit der Hinrichtung ihrer wichtigsten Kämpferin, Olympe de Gouges (1793), und dem Verbot von Frauenclubs wurde ihre politische Arbeit unterbunden.
1795 stellte eine neue Verfassung die Gewaltenteilung wieder her. Ein 5-Männer-Direktorium übernahm die Regierung.
Der Beginn des Konsulats am 10. November 1799 gilt als Enddatum der Französischen Revolution.

## 1789

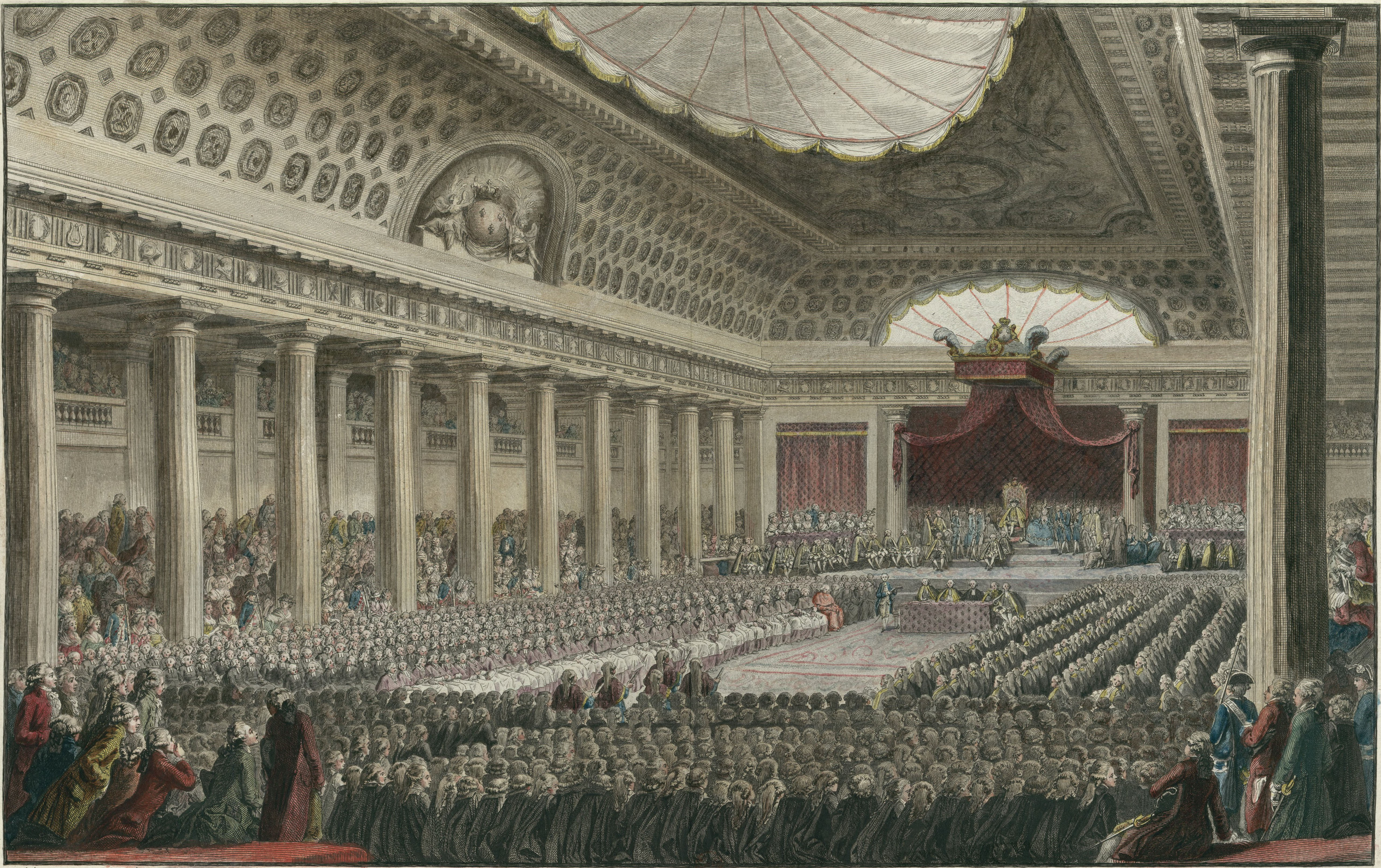
Eröffnung der Generalstände am 5. Mai 1789

- 24. Januar: Ludwig XVI. erlässt ein Gesetz, mit dem die Modalitäten zur Wahl von Abgeordneten für die Generalstände gemäß der Ständeordnung festgelegt werden.
- Januar: Mit Qu'est-ce que le Tiers État? (Was ist der Dritte Stand) des Abbé Sieyès wird eine der zentralen Schriften der Französischen Revolution verfasst.
- 26. April: Beginn der dreitägigen Reveillon-Unruhen
- 30. April: Gründung des Bretonischen Klubs.
- 5. Mai: Die Generalstände treten in Versailles zusammen.
- 17. Juni: Die Vertreter des Dritten Standes erklären sich zur Nationalversammlung; dies gilt als der Beginn der Revolution und gleichzeitig derer ersten Phase.
- 20. Juni: Ballhausschwur, bei dem die Abgeordneten des Dritten Standes der französischen Generalstände in Versailles geloben, nicht auseinanderzugehen, bevor sie Frankreich eine Verfassung gegeben hätten.
- 23. Juni: Der König fordert die Nationalversammlung auf, sich aufzulösen, da es ihr an Legitimität mangele.
- 27. Juni: Klerus und Adel schließen sich der Nationalversammlung an.
- 9. Juli: Erklärung zur verfassungsgebenden Nationalversammlung (Konstituante).
- 11. Juli: Absetzung des Finanzministers Jacques Necker.
- 12. Juli: Protestanten brennen Zollstationen in Paris nieder, plündern ein Kloster, bewaffnen sich und bilden eine Bürgermiliz.
- 14. Juli: Der Sturm auf die Bastille, der später zum Ursprungsmythos der Französischen Revolution wird.
- 15. Juli: Lafayette wird Kommandant der Nationalgarde.
- 16. Juli: Necker wird vom König wieder in sein Amt eingesetzt.
- 17. Juli: Der König wird von der neuen Pariser Stadtspitze empfangen. Die ersten Adeligen emigrieren aus Furcht vor den Aufständischen.
- Juli/August: La grande Peur (Die große Furcht); Bauern plündern Getreidespeicher, stecken Schlösser in Brand und verbrennen Urkunden.
- 4. August: Augustbeschlüsse: Abschaffung der Vorrechte von Adel, Klerus, Städten und Provinzen durch die Nationalversammlung.
  - Abschaffung der Feudalherrschaft.
  - Abschaffung der Leibeigenschaft.
  - Abschaffung der Steuerprivilegien von Adel und Klerus.
  - Rechtsgleichheit.
  - Kostenloser Zugang zur Justiz.
- August: Auflösung des Bretonischen Klubs
- 26. August: Erklärung der Menschen- und Bürgerrechte.
- 30. September: Die ausschließliche Gesetzgebungsinitiative liegt bei der Nationalversammlung. Der König verfügt nunmehr lediglich über ein aufschiebendes Vetorecht.
- 5. Oktober bis 6. Oktober: Der „Zug der Marktfrauen („Poissarden“) nach Versailles“ zwingt den König zur Rückkehr nach Paris. Der König unterstellt sich dem Schutz von Soldaten der Nationalversammlung und bestätigt die Gesetzgebungskompetenz der Nationalversammlung.
- 2. November: Verstaatlichung des Kirchenbesitzes (Säkularisation).
- 19. Dezember: Die Assignaten werden eingeführt, um die Staatsfinanzen auszugleichen.
- 22. Dezember: Errichtung der 83 Départements.
- 24. Dezember: Der Klub der Verfassungsfreunde tagt erstmals; die Sitzung findet im Jakobinerkloster Paris statt.

## 1790
- 28. Januar: Juden aus Paris, Elsass und Lothringen reichen eine Petition bei der Nationalversammlung ein, woraufhin diese per Mehrheitsbeschluss alle Juden als vollwertige Staatsbürger anerkennt.
- 13. Februar: Die Klöster werden aufgehoben.
- 21. März: Ein Dekret verfügt die Abschaffung der Gabelle genannten Salzsteuer.
- 17. April: Die Assignaten erhalten Geldwert.
- 27. April: Der Club des Cordeliers wird gegründet.
- 13. Mai: Gründung der Gesellschaft von 1789 dem dann neben den Jakobinern einflussreichsten Klub.
- 4. Juni: Errichtung der 48 Sektionen von Paris.
- 19. Juni: Abschaffung des Adels.
- 12. Juli: Zivilverfassung des Klerus. Im Anschluss an die Départementseinteilung werden neue Diözesen gebildet; die Geistlichen werden zu Staatsbeamten und sollen den Eid auf die (noch nicht verabschiedete) Verfassung leisten. Starker Widerstand des Papstes und des Klerus.
- 14. Juli: Föderationsfest zum Jahrestag des Bastillesturms auf dem Champ de Mars; in Hamburg findet eine Solidaritätsfeier statt.
- 6. September: Abschaffung der Parlemente, der bisherigen Gerichtshöfe.
- 31. Oktober: Alle Binnenzölle werden aufgehoben.
- 27. November: Ein Dekret der Nationalversammlung verpflichtet den Klerus zum Eid auf die Verfassung.

## 1791
- 30. Januar: Mirabeau wird zum Vorsitzenden der Nationalversammlung gewählt.
- 2. März: Abschaffung der Korporationen und Zünfte. Gewerbe- und Berufsfreiheit.
- 10. März: Papst Pius VI. verurteilt die Zivilverfassung sowie die Erklärung der Menschen- und Bürgerrechte.
- 14. Mai: Arbeiterzusammenschlüsse und Streiks werden verboten.
- 15. Mai: Ein Dekret gesteht den schwarzen Bewohnern französischer Kolonien die Bürgerrechte zu.
- 26. Mai: Der Louvre wird zum Museum bestimmt.
- 20. Juni bis 25. Juni: Die Flucht nach Varennes; Der König versucht ins Ausland zu fliehen, wird von Soldaten der Nationalversammlung gefangen genommen und wieder nach Paris gebracht.
- 13. Juli bis 16. Juli: Die Nationalversammlung setzt den König wieder ein.
- 17. Juli: Massaker auf dem Marsfeld.
- 18. Juli: Die gemäßigten Feuillants treten aus dem Jakobinerklub aus.
- 27. August: Pillnitzer Deklaration. Kaiser Leopold II. und König Friedrich Wilhelm II. von Preußen beschließen das Einschreiten zugunsten der französischen Monarchie.

Die französische Verfassung von 1791

- 3. September: Die Verfassung des 3. September 1791 wird durch die Nationalversammlung angenommen. Frankreich ist eine konstitutionelle Monarchie.
- 13. – 14. September: Der König leistet den Eid auf die Verfassung und erklärt die Revolution für beendet.
- September: Die Frauenrechtlerin Olympe de Gouges verfasst die Erklärung der Rechte der Frau und Bürgerin, um sie der Nationalversammlung vorzulegen.
- 28. September: Die französischen Juden werden von der Nationalversammlung per Dekret den anderen Bürgern gleichgestellt.
- 30. September: Auflösung der Konstituante.
- 1. Oktober: Die gewählte Gesetzgebende Nationalversammlung (Assemblée Législative) tritt zusammen.

## 1792
- 7. Februar: Abschluss eines Allianzvertrages „zur gegenseitigen Verteidigung und zur Aufrechterhaltung der Reichverfassung“ zwischen dem Kaiser des Heiligen Römischen Reiches Deutscher Nation, Leopold II., und dem preussischen König Friedrich Wilhelm II.[2]
- 20. März: Ein Dekret der Nationalversammlung bestimmt das Töten mit der Guillotine zur einzigen Hinrichtungsart bei Todesurteilen in Frankreich.
- 24. März: Die Girondisten stellen mit Jean-Marie Roland als Innen- und mit Étienne Clavière als Finanzminister erstmals Minister im Kabinett.
- 20. April: Kriegserklärung an Österreich. Der Erste Koalitionskrieg Österreichs und Preußens gegen Frankreich. Freiheitsmission Frankreichs, die anderen Völker zu befreien.
- 13. Juni: Der König entlässt alle girondistischen Minister aus der Regierung.
- 20. Juni: Eine Volksmenge dringt in die Tuilerien ein, der König besänftigt durch Aufsetzen der Jakobinermütze.
- 11. Juli: Kriegseintritt von Preußen. Die Nationalversammlung proklamiert „la Patrie en danger“ („Das Vaterland in Gefahr“).
- 25. Juli: Der Herzog von Braunschweig, Oberbefehlshaber der alliierten Armee im Ersten Koalitionskrieg, richtet ein Manifest an die Pariser Bevölkerung, mit der Aufforderung Treue und Gehorsam gegenüber ihrem König unbedingt einzuhalten.
- 10. August: Tuileriensturm der Sansculottes; die Nationalversammlung suspendiert den König und setzt ihn und seine Familie im Temple gefangen. Damit hob die Nationalversammlung die Monarchie auf und übernahm die exekutive Regierungsgewalt.
- 11. August: Das Zensuswahlrecht wird aufgehoben.
- 19. August: Die preußische Armee marschiert in Frankreich ein (siehe Koalitionskriege)
- 2. September bis 5. September: Die Septembermassaker; Ermordung zahlreicher politischer Gegner der Sansculottes, darunter zirka 1.400 Geistliche und romtreue Christen.
- September: Wahlen zum Nationalkonvent nach allgemeinem Männerwahlrecht.
- 20. September: Die Kanonade von Valmy; erster entscheidender Sieg der Revolutionsarmee, Wende in der militärischen Auseinandersetzung.
- 21. September: Zusammentritt des neugewählten Nationalkonvents, Abschaffung der Monarchie, Beginn der zweiten Phase der Revolution.
- 22. September: Ausrufung der Republik (Erste Republik), Einführung des republikanischen Kalenders.
- 6. November: In der Schlacht von Jemappes siegen die Franzosen über die Österreicher.
- 19. November: In einem Dekret werden andere Völker des Beistands der Franzosen versichert.
- 11. Dezember: Beginn des Prozesses gegen den König mit seiner ersten Anhörung.

## 1793
- 17. Januar: Todesurteil gegen Ludwig XVI. von Frankreich
- 21. Januar: Hinrichtung König Ludwigs XVI. – sofortige Konsequenz ist der Beitritt Großbritanniens, Spaniens, Portugals und der meisten deutschen und italienischen Staaten zur Koalition gegen Frankreich.
- 1. Februar: Kriegserklärung an Großbritannien und Holland.
- 7. Februar: Kriegserklärung an Spanien.
- März: Beginn des Aufstandes in der Vendée, in dessen Folge große Teile Frankreichs unter die Herrschaft der Gegenrevolution geraten.
- 10. März: Gründung des Revolutionstribunals (Judikative), dessen Urteile nicht angefochten (kassiert) werden können.
- 18. März: Die Revolutionsarmee verliert unter General Dumouriez in der Schlacht von Neerwinden gegen österreichische Truppen unter Prinz von Sachsen-Coburg und Erzherzog Karl, Herzog von Teschen.
- 6. April: Einsetzung des Wohlfahrtsausschusses als Exekutiv- und Legislativorgan des Nationalkonvents, erster Vorsitzender ist Georges Danton.
- 4. Mai: Das „Kleine Maximumgesetz“ setzt Lebensmittelpreise staatlich fest, um eine Versorgungskrise zu verhindern.
- 31. Mai bis 2. Juni: Aufstand der Pariser Sansculotten gegen den Konvent zur Durchsetzung radikaler Forderungen nach Gleichheit.
- 2. Juni: Entmachtung und Sturz der Girondisten im Nationalkonvent durch die Pariser Nationalgarde.

Die republikanische Verfassung von 1793

- 24. Juni: Die unter Führung von Louis Antoine de Saint-Just erarbeitete Französische Verfassung von 1793 („Verfassung des Jahres I“) wird vom Nationalkonvent verabschiedet (siehe auch 10. August).
- 13. Juli: Jean-Paul Marat wird von Charlotte Corday ermordet.
- 17. Juli: Die feudalen Rechte werden aufgehoben.
- 26. Juli: Die Todesstrafe für Kornaufkäufer, Schieber und Schwarzhändler wird beschlossen.
- 27. Juli: Maximilien de Robespierre übernimmt den Vorsitz des Wohlfahrtsausschusses.
- 6. August: Schändung der Königsgräber von St. Denis. Die Gebeine der französischen Könige werden in die Seine geworfen.
- 10. August: Die Verfassung des Jahres I wird in einer Volksabstimmung mit großer Mehrheit angenommen.
- 23. August: Der Nationalkonvent verfügt die Levée en masse; Einführung der allgemeinen Wehrpflicht.
- 4. bis 5. September: Aufstandsversuch der Pariser Sansculotten gegen den Konvent. Der Konvent akzeptiert strenge revolutionserhaltende Maßnahmen.
- 5. September: Wohlfahrtsausschuss und Nationalkonvent bekennen sich zum Terror; Beginn des Großen Terrors.
- 17. September: Gesetz über die Verdächtigen. Legalisierung der Verhaftung beliebiger Verdächtiger.
- 18. September: Übergabe der Stadt Toulon durch Gegner des Nationalkonvents an die Alliierten.
- 29. September: Das „Große Maximumgesetz“ regelt Höchstpreise für Güter des täglichen Bedarfs.
- 5. Oktober: Der Nationalkonvent beschließt den zweiten republikanischen Kalender.
- 9. Oktober: Lyon, eine Hochburg der Girondisten und Royalisten, wird von den Truppen des Nationalkonvents erobert.
- 10. Oktober: Unbeschränkte Vollmachten des Wohlfahrtsausschusses.
- 14. Oktober: Der Prozess gegen die frühere Königin Marie-Antoinette beginnt.
- 16. Oktober: Verurteilung Marie-Antoinettes zum Tode und Hinrichtung am selben Tag.
- 17. Oktober: In der Schlacht bei Cholet erleiden die Aufständischen der Vendée eine empfindliche Niederlage durch die republikanischen Truppen.
- 24. Oktober: Das Revolutionstribunal verurteilt die ersten Girondisten zum Tode und lässt sie am 31. Oktober hinrichten.
- November: Öffentliche Verbrennung der Reliquien der Heiligen Genoveva von Paris.
- 22. November: Der Konvent legt fest, die zum Verkauf stehenden Nationalgüter in möglichst kleine Objekte zu zerteilen.
- 18. Dezember: Zurückeroberung der Stadt Toulon durch die Regierungsarmee und Strafgericht gegenüber den Aufständischen.
- 19. Dezember: Schulpflicht und kostenloser Schulunterricht

## 1794
- 4. Februar: Abschaffung der Sklaverei in den Kolonien.
- 15. Februar: Die Trikolore wird Nationalflagge.
- 26. Februar: Das erste der beiden Ventôse-Dekrete über Maßnahmen gegen „Feinde der Revolution“ erscheint.
- 14. März bis 25. März: Hinrichtung der Hébertisten.
- 5. April: Hinrichtung Dantons und seiner Anhänger. (Die Revolution frisst ihre Kinder; Georg Büchner: Dantons Tod).
- 8. Juni: Robespierre leitet die Feiern des Höchsten Wesens, als offiziellen Staatskult. Vernunfts- und Freiheitskult soll die christliche Religion ersetzen.
- 10. Juni: Erlass des neuen Terrorgesetzes (die sog. Prairial-Dekrete), Revolutionstribunal verhängt Todesurteile auf bloße Verdächtigung hin und ohne Möglichkeiten der Verteidigung. Beginn des Großen Terrors; „La Grande Terreur“; Hinrichtung von zirka 2500 Gegnern Robespierres.
- 26. Juni: Im Ersten Koalitionskrieg siegt die Revolutionsarmee in der Schlacht bei Fleurus über die Österreicher.
- 23. Juli: Die Pariser Kommune legt ein Lohnmaximum fest.
- 27. Juli: Thermidoraufstand (9. Thermidor II); Absetzung und Anklage Robespierres; Ende des Terrors.
- 28. Juli: Hinrichtung Robespierres, Saint-Justs und über 100 weiterer Anhänger des Terrors nach Entscheidung durch den Konvent, ein Befreiungsversuch scheitert.
- 18. September: Der Konvent beschließt die Trennung von Staat und Kirche; Beginn der dritten Phase der Revolution.
- 11. November: Der Konvent lässt den Jakobinerklub schließen.
- 8. Dezember: Die girondistischen Deputierten kehren in die Legislative zurück.
- 24. Dezember: Abschaffung der Maximumgesetze.

## 1795
- 19. Januar: Ausrufung der Batavischen Republik.
- 1. April: In Paris wird der infolge einer Hungersnot ausgebrochene Aufstand der Sansculotten gegen den Nationalkonvent vom 12. Germinal III unblutig beendet.
- 5. April: Friede von Basel zwischen Frankreich und Preußen.
- 16. Mai: Frankreich und die Batavische Republik schließen den Frieden von Den Haag
- 20. bis 23. Mai: Prairialaufstand der Pariser Sansculotten wird militärisch niedergeschlagen, die letzten im Konvent verbliebenen Jakobiner verhaftet.
- 14. Juli: Die von Claude Joseph Rouget de Lisle komponierte Marseillaise wird Nationalhymne.
- 22. Juli: Truppen unter Lazare Hoche verhindern die Landung der von England unterstützten Armee royalistischer Emigranten an der bretonischen Halbinsel Quiberon.
- 22. Juli: Friede von Basel zwischen Frankreich und Spanien

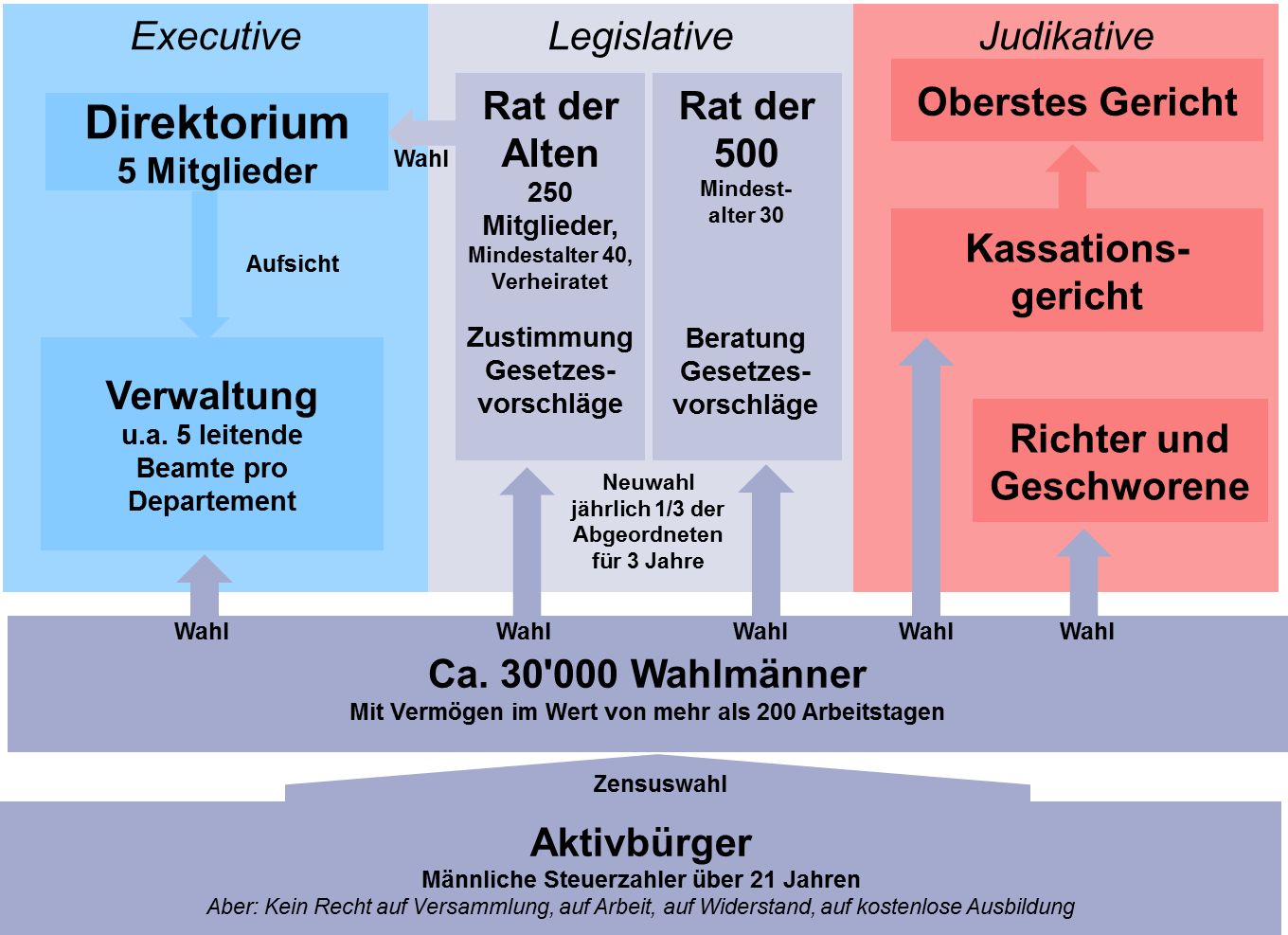
Die Direktionalverfassung vom 22. August 1795

- 22. August: Der Nationalkonvent beschließt die Verfassung des Jahres III (Direktoriumsverfassung).
- 1. Oktober: Die österreichischen Niederlande werden annektiert.
- 5. Oktober: Napoleon Bonaparte lässt in Paris einen royalistischen Aufstand mit Geschützfeuer zusammenschießen.
- 26. Oktober: Verfassung des Direktoriums tritt nach Volksabstimmung in Kraft.
- 31. Oktober: Das erste Direktorium wird gewählt.

## 1796
- 2. März: Bonaparte wird Befehlshaber der Italienarmee.
- 9. März: Hochzeit Bonapartes mit Joséphine de Beauharnais.
- 18. März: Die Assignaten werden durch die so genannten Territorialmandate abgelöst.
- 10. Mai: Sieg Bonapartes in der Schlacht von Lodi.
- 10. Mai: Die Polizei verhaftet François Noël Babeuf und Gesinnungsgenossen wegen des Verdachts, einen Aufstand geplant zu haben (vgl. Verschwörung der Gleichen).
- 19. Juni: Niederwerfung des Aufstandes in der Vendée.
- 7. September: Niederwerfung des Jakobinischen Versuchs, in Grenelle Soldaten zum Aufstand zu bewegen, der dem verhafteten Babeuf angelastet wird.
- 15. Oktober: Ausrufung der Cispadanischen Republik.
- 15. – 17. November: Sieg Bonapartes in der Schlacht von Arcole.

## 1797
- 14. Januar: Schlacht bei Rivoli. Entscheidender Sieg Bonapartes gegen die Österreicher im Italienfeldzug. Der Weg nach Wien ist nunmehr frei.
- 18. April: Vorfrieden von Leoben zwischen Österreich und Frankreich.
- 27. Mai: Der versuchte Staatsstreich Babeufs endet mit seiner und Darthés Hinrichtung.
- 6. Juni: Ausrufung der Ligurischen Republik.
- 15. Juli: Ausrufung der Cisalpinischen Republik.
- 4. September: Staatsstreich des 18. Fructidor V. Das Triumvirat unter Jean-François Rewbell, Paul de Barras, Louis-Marie de La Révellière-Lépeaux übernimmt die Macht des Direktoriums.
- 5. September: Politische Clubs werden wieder zugelassen.
- 5. September: Ausrufung der Cisrhenanischen Republik.
- 17. Oktober: Friede von Campo Formio: Sieg über die Erste Koalition.

## 1798
- 4. Februar: Frankreich annektiert die linksrheinischen Gebiete des Heiligen Römischen Reiches.
- 15. Februar: Ausrufung der Römischen Republik nach der Einnahme Roms durch französische Truppen fünf Tage zuvor.
- 12. April: Ausrufung der Helvetischen Republik.
- 11. Mai: Floréal Staatsstreich; Ausschluss der jakobinischen Mehrheit aus der Nationalversammlung.
- 19. Mai: Bonaparte bricht nach Ägypten auf.
- 21. Juli: Schlacht bei den Pyramiden, Eroberung Kairos.
- 1. August: Seeschlacht bei Abukir, Niederlage gegen die britische Flotte unter Nelson.
- 24. Dezember: Bündnis zwischen Russland und Großbritannien, die zweite Koalition nimmt Gestalt an.

## 1799
- 22. Januar: Die Parthenopäische Republik wird in Neapel ausgerufen.
- 12. März: Der Zweite Koalitionskrieg gegen Frankreich beginnt mit dessen Kriegserklärung an Österreich.
- 29. April: Der Rastatter Gesandtenmord bedeutet das Ende des Rastatter Kongresses.
- 18. Juni: Der unblutige Staatsstreich des 30. Prairial VII der Jakobiner misslingt, Louis-Marie de La Révellière-Lépeaux und Philippe-Antoine Merlin müssen zurücktreten.
- 9. Oktober: Napoléon Bonaparte kehrt aus Ägypten auf das französische Festland zurück.
- 9. November: Im Staatsstreich des 18. Brumaire VIII wird der Rat der Fünfhundert im Schloss von Saint-Cloud festgesetzt.
- 10. November: Napoleon Bonaparte wird unter dem Druck seiner Soldaten mit l’abbé Sieyès und Ducos zum Konsul gewählt. Dieses Datum gilt als das Ende der Revolution und Beginn des Konsulats.
- 24. Dezember: Konsulatsverfassung des Jahres VIII; Alleinherrschaft Napoléon Bonapartes als erster Konsul